# 스노우 몬스터
《스노우 몬스터》(영어: Abominable 어바머너블[*])는 2019년에 개봉된 미국, 중국의 컴퓨터 코미디 애니메이션 영화이다. 드림웍스 애니메이션이 제작하고 유니버설 픽처스가 배급을 맡았다.

## 줄거리
젊은 예티 한 마리가, 세계에 예티의 존재를 증명하려는 부유한 사업가 번화 씨가 소유한 상하이시의 시설에서 탈출한다. 한편, 십대 소녀 이(Yi)는 어머니와 나이 나이(할머니)와 함께 아파트 건물에 산다. 그녀는 바쁜 생활을 하며, 가족과 친구인 농구 팬 펑(Peng), 그리고 이(Yi)와 사이가 좋지 않은 기술에 능통하고 인기 많은 그의 나이 많은 사촌 진(Jin)과 시간을 보내는 것을 소홀히 한다. 이(Yi)는 바이올린 연주자이지만, 바이올린 연주자였던 아버지의 죽음 이후로 다른 사람들 앞에서 연주하지 않았다. 대신, 그녀는 집 옥상으로 가서 아버지가 가르쳐준 노래를 매일 밤 연주한다.
어느 날 저녁, 이(Yi)는 아파트 건물 옥상에 있는 그녀의 작은 오두막집 근처에서 예티를 만나 그를 "에베레스트"라고 이름 짓는다. 번화 산업의 헬리콥터로부터 그를 숨기는 동안, 이(Yi)는 그에게 바오쯔를 먹이고 상처를 치료해주면서 그의 신뢰를 얻는다. 이(Yi)는 에베레스트가 에베레스트산에 있는 그의 가족과 재회하기를 원한다는 것을 알게 되고, 에베레스트는 이(Yi)가 아버지가 항상 원했던 중국 전역을 여행하고 싶어 한다는 것을 알게 된다. 번화 산업의 사설 보안대가 에베레스트의 은신처에 접근하자, 에베레스트는 이(Yi)와 함께 도망친다. 펑(Peng)과 진(Jin)은 그 둘을 뒤따른다. 동방명주탑에서 번화 헬리콥터로부터 간신히 탈출한 후, 이(Yi)와 에베레스트는 붉은 콜라 캔을 싣고 가는 배에 몸을 싣고 도망치고, 펑(Peng)과 마지못해 따라온 진(Jin)이 그들을 뒤쫓는다.
이(Yi), 에베레스트, 그리고 소년들은 중국 남부의 항구에 도착하여 트럭을 타고 이동한다. 그들의 상자가 트럭에서 떨어지면서 그들은 숲에 이르게 된다. 그곳에서 에베레스트는 블루베리 식물의 성장을 자극하는 신비로운 힘으로 인간들을 놀라게 한다. 한편, 번화 씨와 동물학자 자라 박사는 에베레스트를 계속 추적한다. 에베레스트와 그의 인간 친구들의 흔적을 따라가던 그들은 쓰촨성 지역에서 그들을 따라잡고, 그곳에서 에베레스트는 그의 힘을 사용하여 서양민들레를 거대한 크기로 자라게 한다. 이(Yi), 에베레스트, 펑(Peng)은 바람에 날리는 씨앗 머리를 타고 탈출하지만, 진(Jin)은 뒤처져 번화 산업의 부하 리더에게 붙잡힌다.
자라가 동물을 아끼는 척하지만, 진(Jin)은 그녀가 에베레스트를 팔기 위해 사냥할 계획이라는 것을 알게 된다. 그는 또한 겉으로는 냉정한 번화가 자라의 애완용 알비노 저보아인 더치스(Duchess)를 포함하여 동물에게 약한 면이 있다는 것을 알게 된다. 그는 간신히 캠프를 탈출하여 걸어서 다른 사람들을 추적한다. 한편, 이(Yi), 에베레스트, 펑(Peng)은 고비 사막에 도착하여 몇 마리의 땅거북과 친구가 되고, 그들은 거대한 민들레를 고맙게 받아들인다. 나중에 그들은 황하 강변의 마을로 이동하고, 그곳에서 번화 산업이 그들을 궁지에 몰아넣는다. 펑(Peng)은 야크 떼를 풀어 그들이 탈출하도록 돕는다. 진(Jin)의 도움으로 그들은 황하를 건너 노란 꽃밭으로 탈출하고, 에베레스트는 꽃들을 파도처럼 움직여 추격자들로부터 더 멀리 도망친다.
이(Yi)가 아버지의 꿈의 여행과 정확히 일치한다는 것을 깨달으며 여정을 계속하던 인간들과 에베레스트는 마침내 히말라야산맥에 도착한다. 다리를 건너던 중 그들은 번화 산업의 병력에 의해 양쪽에서 갇히게 된다. 그러나 번화는 에베레스트가 아이들을 보호하는 것을 보고 마음이 변하고, 이는 그가 어린 예티를 보호하던 암컷 예티와의 첫 만남을 회상하게 한다. 여전히 에베레스트를 팔려고 하는 자라는 번화를 진정제 다트로 주사하고 에베레스트에게도 같은 짓을 함으로써 번화를 배신한다. 이(Yi)는 에베레스트를 보호하려 하지만 자라에게 다리 너머로 내던져지고, 자라는 붙잡힌 에베레스트와 펑(Peng), 진(Jin)을 데리고 산을 떠난다.
그러나 이(Yi)는 밧줄에 매달리는 데 성공한다. 그녀는 에베레스트가 자신의 머리카락으로 마법처럼 고쳐준 바이올린을 사용하여 얼음을 소환한다. 이는 에베레스트에게 활력을 되찾아주고, 그는 우리에서 풀려난다. 남아있던 이성을 잃은 자라는 에베레스트를 죽이고 그의 부위를 팔려고 시도한다. 그녀가 일으킨 눈사태는 그녀와 그녀의 부하 리더를 절벽 아래로 떨어뜨려 죽게 만든다. 에베레스트와 예티를 보호하기 위해 번화는 이(Yi), 펑(Peng), 진(Jin)이 그의 존재를 비밀로 지키는 것을 돕겠다고 동의한다. 이(Yi), 펑(Peng), 진(Jin), 에베레스트는 에베레스트산으로 여정을 계속하고, 그곳에서 에베레스트를 그의 가족과 재회시킨 후 떠난다.
번화의 도움으로 상하이로 돌아온 이(Yi)는 어머니, 할머니, 펑(Peng), 진(Jin)과 더 많은 시간을 보낸다.

## 성우진
- 클로이 베넷 - 이
- 앨버트 차이 - 펭
- 텐징 노르게이 트레이너 - 진
- 에디 이저드 - 버니시
- 세라 폴슨 - 닥터 자라
- 차이 친 - 나이나이
- 미셸 웡 - 이네 엄마
- 리치 디틀
- 제임스 홍
- 크리스틴 린
- 킴 밀러
- 제이슨 고
- 트레버 더발
- 캐런 휴이
- 빅 차오
- 페르난도 치엔
- 루퍼트 그레그슨윌리엄스

## 사건 및 논란
영화 《스노우 몬스터》에 남중국해 분쟁과 관련된 중국의 해상 경계선인 구단선이 묘사된 지도가 등장하는 장면이 등장하여 논란이 되었다. 남중국해 분쟁의 당사국 가운데 하나인 베트남 정부는 2019년 10월 14일에 해당 영화의 상영을 중단하는 결정을 내렸으며 필리핀 정부는 2019년 10월 18일에 문제의 장면을 삭제하도록 결정했다. 말레이시아 정부는 문제의 장면을 삭제하는 조건으로 영화 상영을 허가하려고 했지만 유니버설 픽처스가 말레이시아 정부의 요구를 거부하면서 무산되었다.